# Kênh Ngã Ba
Kênh Ngã Ba là một con kênh đổ ra Kênh Vĩnh Tế. Sông có chiều dài 31 km. Kênh Ngã Ba chảy qua các tỉnh Kiên Giang, An Giang.